# Košarkaški klub Železničar Čačak
Il Košarkaški klub Železničar Čačak è una società cestistica avente sede nella città di Čačak, in Serbia. Fondata nel 1949, disputa il campionato serbo.
Gioca le partite interne nella Borac Hall, che ha una capacità di 4.000 spettatori.